# Vladimír Popovič
Vladimír Popovič   (Vysoká nad Uhom, 27 de novembre de 1939 - 20 d'abril de 2025) va ser és un pintor, artista visual i professor eslovac.

## Biografia
Vladimír Popovič va néixer el 27 de novembre de 1939 al poble de Vysoká nad Uhom, situat a l'Eslovàquia oriental. Va créixer a els contraforts de la serralada de l'Alt Tatra.
Després de completar l'Acadèmia de Disseny i Belles Arts a Bratislava (1959–1965) va presentar les seves primeres obres amb el títol "crumpled paper", conjunts d'objectes ressemblats i art d'acció que implica el paper.
Regularment participà en simposis internacionals dins de les tècniques de pintura, esmalt i paper. Les seves obres són presentades en nombroses exposicions nacionals i internacionals, així com són part col·leccions públiques i privades.